# Nani Grassetto
Ivone Grassetto, detto Nani (Padova, 7 luglio 1910 – Noventa Padovana, 3 marzo 1971), è stato un imprenditore italiano.

## Biografia
La famiglia era occupata da più generazioni nei mestieri dell’edilizia, e il padre Eugenio aveva fondato nel 1902 a Padova la ditta a suo nome «esercitante lavori edili». La provincia padovana era all’inizio del secolo la meno industrializza del Veneto centrale (escluse cioè le aree “marginali” di Belluno e Rovigo) e la maggior parte delle aziende cittadine presentava ancora caratteri artigianali o semiartigianali. 
I primi anni di vita della nuova impresa sono caratterizzati da una crescita cauta; solo a partire dagli anni Venti la locale industria delle costruzioni registra una prima fase espansiva seguita, nel decennio successivo, da un vasto programma di rimaneggiamento urbanistico della città. Questo inaugura una prolungata fase di rafforzamento e consolidamento della Grassetto, che nel quinquennio 1932-37 passa da un centinaio a oltre un migliaio di operai, e comincia a espandere l’attività oltre l’ambito locale. Tra le opere realizzate in quegli anni in Toscana, Umbria, Lazio e Alto Adige si ricordano le tribune dell’ippodromo di Merano, che vincono il premio nazionale come miglior opera in cemento armato del 1936.
Grassetto comincia a frequentare il cantiere in giovanissima età, alternando gli studi e il lavoro in diverse mansioni, come manovale, muratore, carpentiere e ferraiolo. Nel 1927 consegue il diploma di disegnatore, seguito due anni dopo da quello di geometra; nel 1929 svolge il servizio militare come Ufficiale del Genio. Nel 1936 il padre conferisce al figlio ventiseienne la procura per avviare lavori nell’Africa orientale da poco conquistata ma, seguendo le brevi fortune dell’Italia imperiale, l’impresa padovana realizza in Etiopia solo una serie di progetti e studi. Un destino non dissimile segna, negli anni successivi, la partecipazione della Grassetto all’Esposizione universale di Roma del 1942, che sarà annullata a causa della guerra.

### Fin nei minimi dettagli
La ripresa postbellica segna anche per la Grassetto un punto di svolta. Nonostante il fondatore rimanga alla guida dell’azienda fino alla morte, nel 1960, è il figlio a ridisegnare ambiziose strategie imprenditoriali, mentre si afferma il ruolo centrate di Padova nell’economia regionale, con una nuova stagione di trasformazioni edilizie. Grassetto si dedica così a teorizzare un’organizzazione del lavoro che sostituisca quei metodi antiquati osservati fin dall’infanzia con «un ordine razionalmente logico del fatto edificatorio»: progettazione integrale (che non sia, cioè, solo un’indicazione di massima, ma bandisca ogni improvvisazione spingendosi fino ai dettagli e alle finiture), costituzione di un ufficio tecnico presso la direzione dell’impresa, attenta regia del personale (disciplina rigorosa e compiti precisi per ciascuno), tabelle di marcia, accurata valutazione preventiva delle spese e degli approvvigionamenti, frequenti riunioni in cui i disegni vengono esaminati assieme a capicantiere e dirigenti tecnici. Gli stessi capicantiere sono poi tenuti a svolgere, al principio e alla fine di ogni giornata, controlli organizzativi e amministrativi del cantiere in cui, carte alla mano, valutano il progredire dei lavori, per riferire poi al direttore generale tramite un questionario settimanale. Scopo di queste rigide direttive è, in breve, l’introduzione nei cantieri edili dell’organizzazione industriale del lavoro, con operazioni in serie e scomposizione della costruzione in più opere elementari. Particolare attenzione dedica infine alle scuole di addestramento per i giovani (ingegneri, geometri e capi operai) da istituire all’interno della stessa impresa per formare i futuri collaboratori.
L’attività della ditta Grassetto varca l’oceano nell’immediato dopoguerra: nel 1947 sbarca a Buenos Aires, dove costruisce tra l’altro il policlinico e uno stabilimento Fiat; seguono Messico e il Phoenix Trotting Park in Arizona. Nel 1955-56 è la volta dell’Egitto, con la realizzazione del complesso turistico Il Cairo 2 di Mokattam, bruscamente interrotta dallo scoppio della guerra di Suez. All’inizio degli anni Sessanta l’Impresa Eugenio Grassetto, pur mantenendo la sede centrale a Padova, conta filiali a Milano, Roma, Catania, Parigi e Buenos Aires: sedi secondarie competenti per il territorio e dotate di ampia autonomia tecnica ed economica, che consentono una vasta diversificazione degli interventi, spaziando dall’edilizia civile agli appalti pubblici, dai lavori in proprio alla prefabbricazione (tecnica in cui l’impresa eccelle).

### Alberghi, grattacieli e aeroporti
Tra le innumerevoli opere realizzate in Italia vi sono il Grattacielo Contarine nel centro di Padova, sorta di monumentale simbolo della Grassetto nella sua città, scelto poi come residenza da parte della famiglia; e poi viadotti, tratte autostradali, aeroporti (Fiumicino, Tessera, Gioia del Colle, Pratica di Mare), il complesso di piazza della Repubblica a Milano, il grattacielo del palazzo Italia, il Ministero della Marina Mercantile e i laghi artificiali all'Eur di Roma. Significativa è anche la collaborazione con i grandi nomi dell'imprenditoria veneta per la realizzazione del lanificio Rossi di Vicenza e degli stabilimenti Marzotto di Valdagno; per lo stesso Gaetano Marzotto, Grassetto costruisce inoltre la catena di alberghi Jolly. Ancora nel settore turistico si segnalano le opere realizzate per l'Agha Khan in Sardegna e, a Cortina d'Ampezzo, l'Hotel Faloria e le ville Marzotto e Barilla. A Parigi, infine, l'imprenditore edifica, tra l'altro, alcune torri nel moderno quartiere della Défense.
Nel 1959 Grassetto riceve dall'Università di Padova la laurea honoris causa in ingegneria e nel 1966 viene nominato cavaliere del lavoro. Anche al di fuori dell'attività edilizia, Grassetto coltiva due interessi – l'ippica e l'agricoltura – che già erano stati dei maggiori imprenditori veneti delle precedenti generazioni. Come Gaetano Marzotto aveva fatto su più grande scala a Portogruaro, anche Grassetto crea un complesso agricolo nei pressi di Jesolo (VE); come Vincenzo Stefano Breda – altro grande costruttore padovano – si dedica con passione agli sport equestri. Padova era stata, tradizionalmente, uno dei più importanti mercati equini del Paese, e Breda vi aveva fondato scuderie e allevamenti fino a creare, nel 1901, l'ippodromo di Ponte di Brenta (PD). Grassetto acquista quell'impianto ormai in rovina, lo ricostruisce quasi completamente e inaugura nel 1962 il nuovo Ippodromo delle Padovanelle. Sarà in seguito una figura di primo piano dell'ippica italiana, come presidente dell'Ente nazionale corse al trotto. 
Nel 1970 la Grassetto diventa società per azioni, con capitale di 500 milioni di lire; nel 1971 il capitale sociale è aumentato a 5 miliardi e il bilancio segna un attivo di 32 787 milioni. Nella primavera del 1971 Grassetto muore non ancora sessantunenne, stroncato da infarto nella sua villa di Noventa Padovana. Con la guida del fratello Giancarlo come amministratore delegato, lascia l'azienda nelle mani del figlio Franco; l'impresa continua a crescere a ritmi notevoli, passando dai 39 milioni di attivo del 1972 agli oltre 200 del 1980; gli utili d'esercizio salgono nello stesso arco di tempo da 72 a 1 500 milioni di lire. Giancarlo Grassetto abbandona nel 1985 la guida dell’azienda di famiglia, che viene ceduta a Salvatore Ligresti; con la denominazione sociale di Grassetto spa diventa la principale società di costruzioni del gruppo Ligresti, concentrando la sua attività nel campo delle opere pubbliche (70% del fatturato nel 1987) e risultando nel 1990 tra le 150 maggiori aziende italiane, sesta tra quelle del settore edilizio.